# Mekeri, Madikeri
Mekeri là một làng thuộc tehsil Madikeri, huyện Kodagu, bang Karnataka, Ấn Độ.